# Longchengpterus
Longchengpterus, às vezes incorretamente chamado como "Lonchengopterus", é um gênero de pterossauro pterodáctilo istiodáctilo da Formação Jiufotang do Cretáceo Inferior dos andares Barremiano-Aptiano de Chaoyang, Liaoning, China. Seus fósseis datam de cerca de 120 milhões de anos atrás.

## Classificação
Longchengpterus foi atribuído aos Istiodactylidae, compartilhando com a forma e contagem dos dentes do Istiodactylus, bem como uma grande abertura no crânio. Uma diferença notável é a falta de um focinho largo. Foi o segundo istiodáctilo nomeado e o primeiro da China, acrescentando à diversidade de pterossauros conhecida das camadas do Cretáceo Inferior da China.
O cladograma abaixo segue a análise de Witton de 2012, em que ele considerou que Istiodactylidae consiste em cinco táxons (as três primeiras espécies listadas são grupos externos ou táxons de referência):
|  | Nurhachius ignaciobritoi |
|  | |
|  | Longchengpterus zhaoi |
|  | |
|  | \| \| Istiodactylus latidens \| \| \| \| \| \| Istiodactylus sinensis \| \| \| \| \| \| Liaoxipterus brachyognathus \| \| \| \| |
|  | |
|  | Istiodactylus latidens |
|  | |
|  | Istiodactylus sinensis |
|  | |
|  | Liaoxipterus brachyognathus |
|  | |

|  | Istiodactylus latidens      |
|  |                             |
|  | Istiodactylus sinensis      |
|  |                             |
|  | Liaoxipterus brachyognathus |
|  |                             |

|  | Nurhachius ignaciobritoi |
|  | |
|  | Longchengpterus zhaoi |
|  | |
|  | \| \| Istiodactylus latidens \| \| \| \| \| \| Istiodactylus sinensis \| \| \| \| \| \| Liaoxipterus brachyognathus \| \| \| \| |
|  | |
|  | Istiodactylus latidens |
|  | |
|  | Istiodactylus sinensis |
|  | |
|  | Liaoxipterus brachyognathus |
|  | |

|  | Istiodactylus latidens      |
|  |                             |
|  | Istiodactylus sinensis      |
|  |                             |
|  | Liaoxipterus brachyognathus |
|  |                             |

|  | Nurhachius ignaciobritoi |
|  | |
|  | Longchengpterus zhaoi |
|  | |
|  | \| \| Istiodactylus latidens \| \| \| \| \| \| Istiodactylus sinensis \| \| \| \| \| \| Liaoxipterus brachyognathus \| \| \| \| |
|  | |
|  | Istiodactylus latidens |
|  | |
|  | Istiodactylus sinensis |
|  | |
|  | Liaoxipterus brachyognathus |
|  | |

|  | Istiodactylus latidens      |
|  |                             |
|  | Istiodactylus sinensis      |
|  |                             |
|  | Liaoxipterus brachyognathus |
|  |                             |

|  | Nurhachius ignaciobritoi |
|  | |
|  | Longchengpterus zhaoi |
|  | |
|  | \| \| Istiodactylus latidens \| \| \| \| \| \| Istiodactylus sinensis \| \| \| \| \| \| Liaoxipterus brachyognathus \| \| \| \| |
|  | |
|  | Istiodactylus latidens |
|  | |
|  | Istiodactylus sinensis |
|  | |
|  | Liaoxipterus brachyognathus |
|  | |

|  | Istiodactylus latidens      |
|  |                             |
|  | Istiodactylus sinensis      |
|  |                             |
|  | Liaoxipterus brachyognathus |
|  |                             |